# Kłodno Wielkie (gmina)
Kłodno Wielkie – dawna gmina wiejska w powiecie żółkiewskim województwa lwowskiego II Rzeczypospolitej. Siedzibą gminy było Kłodno Wielkie.
Gminę utworzono 1 sierpnia 1934 r. w ramach reformy na podstawie ustawy scaleniowej z dotychczasowych gmin wiejskich: Czestynie, Dalnicz, Kłodno Wielkie, Kłodzienko, Pieczychwosty i Żółtańce.
Pod okupacją niemiecką w Polsce (GG) gminę zniesiono, włączając ją do nowo utworzonej gminy Żółtańce.
Po II wojnie światowej obszar gminy znalazł się w ZSRR.